# Ганиев, Мирфаиг Джалал оглы
Мирфаиг Джалал оглы Ганиев (азерб. Qəniyev Mirfaiq Cəlal oğlu; род. 2 февраля 2000, Лерик, Азербайджан) — азербайджанский спортсмен, выступающий в профессиональном тайском боксе. Чемпион Европы среди юношей, победитель Кубка Европы, чемпион Азербайджана.

## Биография
Мирфаиг Ганиев родился 2 февраля 2000 года в азербайджанском городе Лерик. В 2002 году переехал вместе с семьей в Баку. Обучался в средних общеобразовательных школах №187 и №117 города Баку.
С 2009 года начал заниматься карате в спортивном клубе «Бина». В 2010 году перешел в кикбоксинг, где его наставником был Хайям Гасанов. Уже через год стал чемпионом Республики. Провел два профессиональных рейтинговых поединка, в одном из которых победил нокаутом, а в другом проиграл.
В 2014 году пришел в клуб «РАИГ» (азерб. «RAİQ»), где по сей день занимается тайским боксом под руководством опытного тренера Шахрияра Исаева. Поддержку спортсмену также оказывает президент федерации муай-тай Азербайджана Азер Гасансой.

## Спортивная карьера
Несмотря на юный возраст, Мирфаиг Ганиев достиг больших успехов в профессиональном спорте как в тайском боксе, так и в кикбоксинге. В возрасте 14 лет стал серебряным призером 3-го открытого чемпионата Балкан среди детей от 12 до 14 лет, в весовой категории до 44 кг, проходившем в Стамбуле (Турция). В 2015 году, будучи учеником 9 класса, стал чемпионом Европы по муай-тай в возрастной категории от 15 до 18 лет, в весовой категории до 60 кг, проходившим в Бухаресмте (Румыния). Также является обладателем Кубка Европы по муай-тай, в весовой категории до 54 кг, прошедшем 15-18 декабря 2016 города в турецком городе Анталья.
Мирфаиг Ганиев занимается также ушу санда и жубоксингом, по которым также занимал призовые места в чемпионатах Республики и международных соревнованиях.

## Достижения

### Международные соревнования
| № | Дата                | Место             | Соревнование                              | Версия                 | Вес   | Место   |
| - | ------------------- | ----------------- | ----------------------------------------- | ---------------------- | ----- | ------- |
| 1 | 12-14 декабря 2014  | Стамбул, Турция   | 3-й Открытый чемпионат Балкан среди детей | Муай-тай               | 44 кг | Серебро |
| 2 | 15-18 декабря 2016  | Анталья, Турция   | Кубок Европы                              | Муа-тай                | 54 кг | Золото  |
| 3 | 7-8 мая 2016        | Бухарест, Румыния | Чемпионат Европы                          | WKA – WTKA, Муай-боран | 60 кг | Золото  |
| 4 | 12-13 сентября 2015 | Баку, Азербайджан | Международный турнир                      | Муа-тай                | 52 кг | Золото  |
| 5 | 2011                | Баку, Азербайджан | Кубок Каспийского моря                    | Кикбоксинг             | 28 кг | Золото  |
| 6 | 15 октября 2011     | Баку, Азербайджан | Чемпионат Азии                            | Жубоксинг контакт      | 30 кг | Бронза  |

### Чемпионаты Азербайджана
| № | Дата              | Место             | Соревнование           | Версия                              | Вес      | Место  |
| - | ----------------- | ----------------- | ---------------------- | ----------------------------------- | -------- | ------ |
| 1 | 2016              | Баку, Азербайджан | Чемпионат Азербайджана | Муай-тай (2000-2001 годов рождения) | 51 кг    | Золото |
| 2 | 11-12 июня 2016   | Баку, Азербайджан | Чемпионат Азербайджана | Муай-тай                            | 51       | Золото |
| 3 | 21 апреля 2013    | Баку, Азербайджан | Чемпионат Азербайджана | Жубоксинг контакт (11-14 лет)       | 30-35 кг | Золото |
| 4 | 13-14 июля 2012   | Баку, Азербайджан | Чемпионат Азербайджана | Жубоксинг контакт (10-12 лет)       | 30 кг    | Золото |
| 5 | 19-21 апреля 2013 | Баку, Азербайджан | Чемпионат Азербайджана | Жубоксинг контакт (12-14 лет)       | 35 кг    | Бронза |
| 6 | 28 мая 2011       | Баку, Азербайджан | Чемпионат Азербайджана | Муай-тай                            | 30 кг    | Золото |
| 7 | 2012              | Баку, Азербайджан | Чемпионат Азербайджана | Ушу-санда                           | 33 кг    | Золото |
| 8 | 2015              | Баку, Азербайджан | Чемпионат Азербайджана | Муай-тай                            | 51 кг    | Золото |

## Профессиональные бои
| № | Дата               | Место             | Соперник / Страна               | Версия         | Вес   | Итог            |
| - | ------------------ | ----------------- | ------------------------------- | -------------- | ----- | --------------- |
| 1 | 19 мая 2015        | Баку, Азербайджан | Рамазан Абдуллаев / Азербайджан | Кикбоксинг     | 51 кг | поражение       |
| 2 | 24-25 октября 2015 | Тбилиси, Грузия   | / Грузия                        | IFFA Муай-тай  | 48 кг | победа          |
| 3 | 26-28 мая 2017     | Тбилиси, Грузия   | / Грузия                        | Кикбоксинг К-1 | 51 кг | победа нокаутом |